# 光柄野青茅
光柄野青茅（学名：Deyeuxia levipes）为禾本科野青茅属下的一个种。

## 扩展阅读
- 維基物種上的相關：光柄野青茅